# Fundación Provocando la Paz
La Fundación Provocando la Paz es una Organización no gubernamental fundada en 2005 que está impulsada por el Padre Jony en acompañamiento con colaboradores voluntarios y un patronato que le apoya en la coordinación, esta fundación busca la promoción de la paz y la solidaridad y están especializados en infancia, juventud  y educación. Se avocan en la ayuda de menores con grave riesgo de exclusión social en Guatemala y
Brasil, rehabilitación de niñas soldado en Sierra Leona, salud reproductiva y prevención de la Mutilación sexual femenina en Gambia, y trabajo humanitario con personas refugiadas en Grecia y Turquía.
Está inscrita en el registro de fundaciones del Ministerio de Educación, Cultura y Deporte de España con el número 975 y también está inscrita en el Registro de organizaciones no gubernamentales para el desarrollo de la Generalidad de Cataluña con el nº 658. La fundación colabora con la asociación Manos Unidas a través de operaciones enlace, esto permite dar a conocer los nuevos proyectos a quienes deseen colaborar, actuando la asociación al establecer un puente. La fundación se maneja por donaciones y los beneficios del proyecto musical del Padre Joan Enric Reverté.

## Campos de actuación
- Financiación de proyectos solidarios
- Sensibilización de la población
- Impulso del compromiso social para que exista más justicia en los más desfavorecidos.